# Maja Mihalinec Zidar
Maja Mihalinec Zidar, slovenska atletinja, * 17. december 1989.
Za Slovenijo je nastopila na Svetovnem prvenstvu 2015 in na  Svetovnem dvoranskem prvenstvu 2016.

## Dosežki
| Predstavnica države Slovenija | Predstavnica države Slovenija               | Predstavnica države Slovenija | Predstavnica države Slovenija | Predstavnica države Slovenija | Predstavnica države Slovenija |
| ----------------------------- | ------------------------------------------- | ----------------------------- | ----------------------------- | ----------------------------- | ----------------------------- |
| 2005                          | Svetovno mladinsko prvenstvo                | Marakeš, Maroko               | 28. mesto (h)                 | 100 m                         | 12,03                         |
| 2005                          | Svetovno mladinsko prvenstvo                | Marakeš, Maroko               | 18. mesto (sf)                | 200 m                         | 24,62 (w)                     |
| 2005                          | Evropski poletni olimpijski festival mladih | Lignano Sabbiadoro, Italija   | 6. mesto (B)                  | 100 m                         | 12,31 (w)                     |
| 2005                          | Evropski poletni olimpijski festival mladih | Lignano Sabbiadoro, Italija   | 5. mesto                      | 4x100 m                       | 47,59                         |
| 2006                          | Svetovno mladinsko prvenstvo                | Peking, Kitajska              | 43. mesto (h)                 | 100 m                         | 12,08                         |
| 2006                          | Svetovno mladinsko prvenstvo                | Peking, Kitajska              | –                             | 200 m                         | DQ                            |
| 2006                          | Svetovno mladinsko prvenstvo                | Peking, Kitajska              | 16. mesto (h)                 | 4x100 m                       | 46,09                         |
| 2007                          | Svetovno mladinsko prvenstvo                | Hengelo, Nizozemska           | 12. mesto (sf)                | 100 m                         | 11.89                         |
| 2007                          | Svetovno mladinsko prvenstvo                | Hengelo, Nizozemska           | 11. mesto (h)                 | 4x100 m                       | 46.23                         |
| 2008                          | Svetovno mladinsko prvenstvo v atletiki     | Bydgoszcz, Poljska            | 17. mesto (sf)                | 100 m                         | 11,81                         |
| 2014                          | Evropsko prvenstvo                          | Zürich, Švica                 | 25. mesto (h)                 | 100 m                         | 11,52                         |
| 2015                          | Evropsko dvoransko prvenstvo                | Praga, Češka                  | 16. mesto (sf)                | 60 m                          | 7,29                          |
| 2015                          | Svetovno prvenstvo                          | Peking, Kitajska              | 32. mesto (h)                 | 100 m                         | 11,42                         |
| 2015                          | Svetovno prvenstvo                          | Peking, Kitajska              | 19. mesto (sf)                | 200 m                         | 23,04                         |
| 2016                          | Svetovno dvoransko prvenstvo                | Portland, ZDA                 | 20. mesto (sf)                | 60 m                          | 7,34                          |

## Osebni rekordi
Stadion
- Tek na 100 metrov – 11,27 (+1.1 m/s, Padova 2019)
- Tek na 200 metrov – 22,78 (+0.7 m/s, Doha 2019)

Dvorana
- Tek na 60 metrov – 7,21 (Birmingham 2019)
- Tek na 200 metrov – 23,47 (Dunaj 2015)

## Zasebno
12. septembra 2020 se je v Vili Široko v Šoštanju civilno poročila z Luko Zidarjem, skakalcem v višino. Cerkveni obred sta opravila v Mozirju. Spoznala sta se med treningom na atletskem stadionu v Ljubljani. Par sta postala, ko se je vrnila s študija v ZDA.
Imata hčer.